# Maria Comnena (regina d'Ungheria)
Maria Comnena (1144 – Costantinopoli, 1190) fu regina consorte d'Ungheria dal 1163 al 1165, quando morì suo marito Stefano IV d'Ungheria.

## Biografia
Maria Comnena era una delle figlie del principe Isacco Comneno e della moglie Teodora Kamaterina. Non vi sono molte notizie in merito alla sua vita. Si suppone che sia nata a Costantinopoli visto che il padre era sebastocratore. Nel settembre del 1153, a soli 9 anni fu promessa a Federico Barbarossa, ma i negoziati non andarono a buon fine. Nel 1158 lo zio Manuele I Comneno la diede in sposa a Stefano IV d'Ungheria, nell'ambito delle alleanze per il trono d'Ungheria. Maria aveva 14 anni.
Maria Comnena fuggì a Costantinopoli dopo la morte del marito, avvenuta per avvelenamento, nell'ambito delle lotte alla successione al trono ungherese. 